# Magnus (évêque de Milan)
Pour les articles homonymes, voir Magnus.
Magnus (italien : Magno) fut archevêque de Milan de 518 à c. 530. Il est honoré comme un saint dans l'Église catholique et l'Église orthodoxe .

## Biographie
On ne sait presque rien de la vie et de l'épiscopat de Magnus. Magnus vécut sous le roi arien Théodoric le Grand, qui l'a d'abord soutenu, mais l'a ensuite persécuté comme  pour le philosophe Boèce,.
Le texte de son épitaphe funéraire, transmis par Goffredo da Bussero (XIIIe siècle), décrit Magnus comme un homme de grande charité qui a aidé les prisonniers de guerre.
Magnus est mort le 1er décembre 530. Ses restes sont  inhumés dans la Basilique de Sant'Eustorgio à Milan. Une tradition, sans fondement historique, associe Magnus à la famille milanaise des Trinchéri.

## Vénération

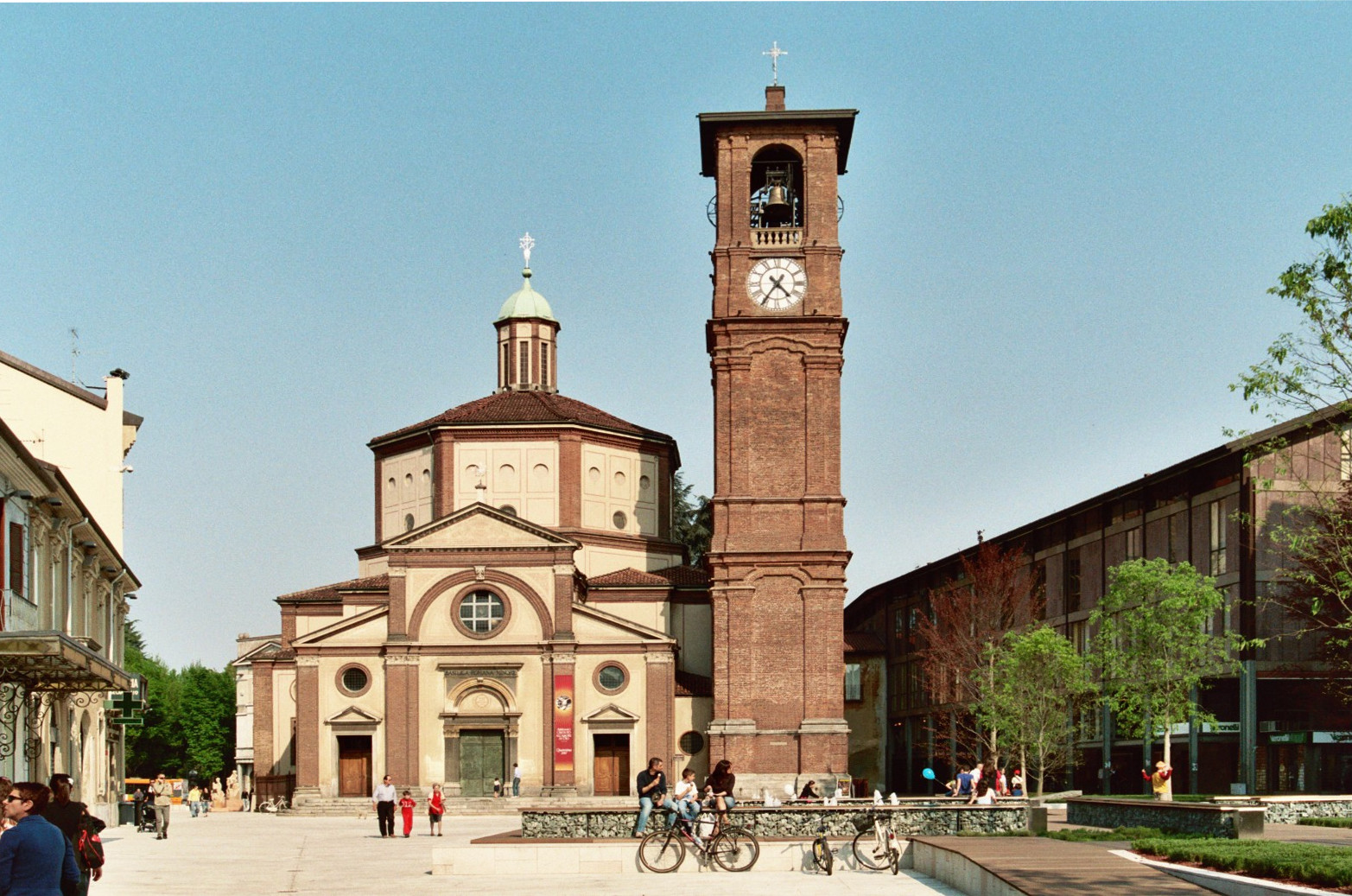
Basilique Saint Magnus à Legnano

La première recherche  sur ses reliques a été faite en 1248 par les dominicains qui s'occupaient de la basilique de Sant'Eustorgio à Milan. L'église principale de la ville de Legnano, située à environ  20 km de Milan, est dédiée à Magnus. La Basilica di San Magno de Legnano a été construite entre 1503 et 1513 et une partie des reliques de Magnus y ont été translatées le 5 novembre 1900. Sa fête est célébrée le 5 novembre dans cette basilique, le 1er novembre dans  l'Église catholique ; tous les saints évêques de Milan sont fêtés le 25 septembre.